# Rulo (Nebraska)
Rulo es una villa ubicada en el condado de Richardson en el estado estadounidense de Nebraska. En el Censo de 2010 tenía una población de 172 habitantes y una densidad poblacional de 105,75 personas por km².

## Geografía
Rulo se encuentra ubicada en las coordenadas 40°3′6″N 95°25′50″O / 40.05167, -95.43056. Según la Oficina del Censo de los Estados Unidos, Rulo tiene una superficie total de 1.63 km², de la cual 1.63 km² corresponden a tierra firme y (0%) 0 km² es agua.

## Demografía
Según el censo de 2010, había 172 personas residiendo en Rulo. La densidad de población era de 105,75 hab./km². De los 172 habitantes, Rulo estaba compuesto por el 70.93% blancos, el 0% eran afroamericanos, el 23.84% eran amerindios, el 0% eran asiáticos, el 0.58% eran isleños del Pacífico, el 0% eran de otras razas y el 4.65% pertenecían a dos o más razas. Del total de la población el 0.58% eran hispanos o latinos de cualquier raza.